# Toss The Feathers
Toss the Feathers est un air de la musique traditionnelle Irlandaise, jouée généralement avec un whistle et un violon. Il existe en plusieurs versions. Plus récemment cette musique a été adaptée dans plus de 200 compilations, y compris en version traditionnelle par The Chieftains, et en version rock par The Corrs comme la version de leur album Forgiven, Not Forgotten.